# Gábor Reisz

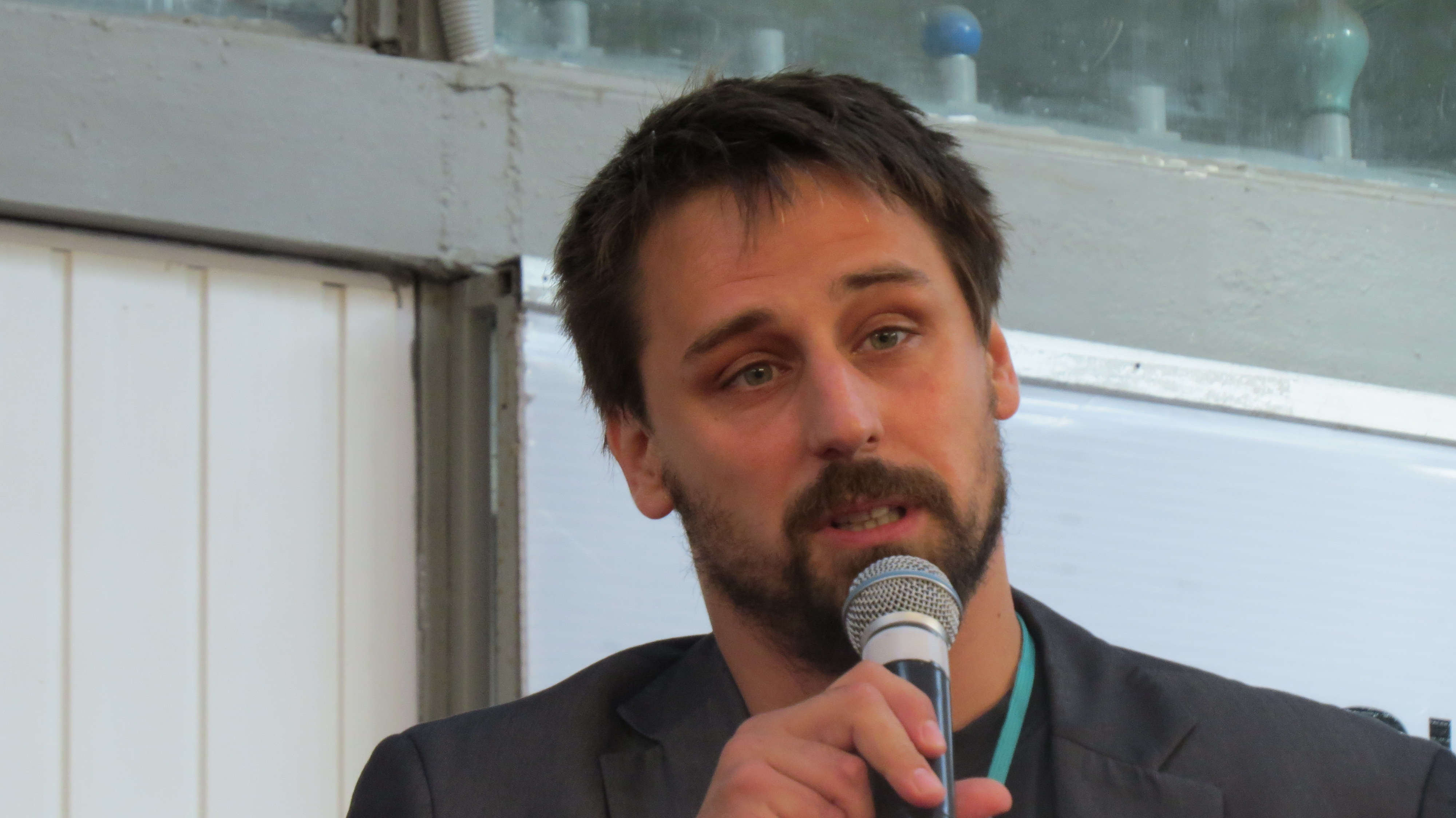
Gábor Reisz (2015)

Gábor Reisz (* 19. Januar 1980 in Budapest) ist ein ungarischer Filmschauspieler, Regisseur, Drehbuchautor, Kameramann und Filmkomponist.

## Leben
Der 1980 geborene Gábor Reisz studierte ab 2003 Filmtheorie und Filmgeschichte an der Budapester Eötvös-Loránd-Universität. Ab 2006 studierte er Film- und Fernsehregie an der Universität für Theater und Filmkunst. Während seines Studiums schrieb und inszenierte er mehrere Kurzfilme. Nach dem Abschluss seines Studiums im Jahr 2011 drehte er mit Aus unerfindlichen Gründen seinen ersten eigenen Spielfilm, der im Juli 2014 im Rahmen des Karlovy Vary International Film Festivals seine Premiere feierte. Bei dem Film fungierte er auch als Kameramann und komponierte die Filmmusik. Für seine Tragikomödie, die auch in Deutschland ins Kino kam, wurde Reisz mit Woody Allen verglichen.
Sein zweiter eigenständig realisierter Spielfilm Falsche Poesie, der im November 2018 beim Tallinn Black Nights Film Festival seine Premiere feierte, befand sich in einer Vorauswahl für den Europäischen Filmpreis 2019. Sein dritter Spielfilm Explanation for Everything gelangte vier Jahre später in diese Auswahl.

## Filmografie (Auswahl)
- 2013: Nekem Budapest (Regie, Drehbuch und Kamera)
- 2014: Aus unerfindlichen Gründen (VAN valami furcsa és megmagyarázhatatlan, Regie, Drehbuch, Kamera und Filmmusik)
- 2018: Falsche Poesie (Rossz versek, Darsteller, Regie und Drehbuch)
- 2023: Eine Erklärung für Alles (Magyarázat mindenre, Regie, Drehbuch, Filmmusik und Schnitt)

## Auszeichnungen (Auswahl)
Chicago International Film Festival
- 2023: Auszeichnung als Bester Spielfilm mit dem Gold Hugo (Explanation for Everything)
- 2023: Auszeichnung für das Beste Drehbuch mit dem Silver Hugo (Explanation for Everything)[5]

Filmfest Hamburg
- 2019: Nominierung für den Publikumspreis (Falsche Poesie)

Internationale Filmfestspiele von Venedig
- 2023: Auszeichnung als Bester Film mit dem Venice Horizons Award (Explanation for Everything)

LET’S CEE Film Festival
- 2015: Auszeichnung in der Kategorie Promising Debuts (Aus unerfindlichen Gründen)[6]

Torino Film Festival
- 2014: Auszeichnung für das Beste Drehbuch mit dem Holden Award (Aus unerfindlichen Gründen)
- 2014: Auszeichnung mit dem Achille Valdata Audience Award (Aus unerfindlichen Gründen)
- 2014: Nominierung als Bester Spielfilm für den Preis der Stadt Torino (Aus unerfindlichen Gründen)
- 2018: Auszeichnung mit dem AVANTI! Award (Falsche Poesie)
- 2018: Auszeichnung mit dem Scuola Holden Award (Falsche Poesie)
- 2018: Auszeichnung als Bester Film mit dem Spezialpreis der Jury (Falsche Poesie)
- 2018: Nominierung als Bester Spielfilm für den Preis der Stadt Torino (Falsche Poesie)[7]

Ungarische Filmwoche
- 2019: Nominierung für das Beste Drehbuch (Falsche Poesie)